# Reticolo cubico a corpo centrato

Rappresentazione della cella CCC a sfere rigide

Il reticolo cubico a corpo centrato (o reticolo CCC) è uno dei 14 reticoli di Bravais, appartenente al sistema cubico.
Il reticolo cubico a corpo centrato è una struttura molto comune nei metalli; in particolare, presentano questo tipo di cella elementare: bario, cromo, ferro-α (fino 912 °C), ferro-δ (da 1394 °C al punto di fusione), litio, manganese-a (fino a 700 °C circa), molibdeno, niobio, sodio, tantalio, titanio-β (oltre gli 882 °C), tungsteno e vanadio.
Tale struttura, a differenza di quella cubica a facce centrate e esagonale compatta, non si ottiene per "piani di massima densità" (piani di atomi in cui ogni atomo considerato è tangente ad altri 6 atomi), né tanto meno ne contiene. Questo tipo di cella elementare porta ad avere metalli deformabili solo sotto sforzi elevati, molto resistenti ma fragili alle basse temperature.
Rappresentando gli atomi di questa cella elementare come sfere rigide, si osserva che in questa struttura l'atomo centrale è circondato da 8 sfere: si dice quindi che ha numero di coordinazione pari a 8.
Prendendo in considerazione una singola cella elementare, si osserva che la cella possiede un atomo al centro più otto ottavi di atomo in corrispondenza dei vertici, quindi in totale due atomi per cella. Gli atomi sono in contatto tra di loro lungo la diagonale del cubo, e la relazione tra il lato del cubo e il raggio atomico R è:
{\displaystyle L={\frac {4R}{\sqrt[{}]{3}}}}
Considerando gli atomi nella cella elementare CCC sferici, può essere calcolato un "Fattore di Compattazione Atomica" (FCA), pari al rapporto tra il volume effettivamente occupato dagli atomi e il volume della cella elementare. Si suppone il primo come il volume di due sfere di raggio R e il volume della cella elementare come quella di un cubo di lato L. Nella cella CCC il fattore di compattazione atomica vale circa 0,68.